# Gun-Mari Karlsson
Gun-Mari Karlsson, född 1931 i Sundsvall, är en svensk målare och tecknare.  
Karlsson studerade vid Saint Julien Arles och Academi Di Capri samt för Åke Skiöld och vid Medborgarskolans konstskola. Hon specialstuderade de gamla mästarna Paul Cézanne och Van Gogh för att kunna överföra delar av deras konst till en modernare tappning. Hennes konst består av spanska bilder med figurmotiv, nakenstudier i expressiv stil och landskap i en romantisk och naturlyrisk stil. Karlsson är representerad vid Kalmar konstmuseum.